# Bettina Evers
Bettina „Tina“ Evers (* 17. August 1981 in Hannover) ist eine deutsche Eishockeynationalspielerin, die zuletzt für die Hannover Lady Indians aktiv war. Zuvor spielte sie zwischen Dezember 2008 und 2017 für den ESC Planegg in der 1. Bundesliga und wurde mit diesem mehrfach Deutscher Meister.

## Karriere
Evers begann ihre Karriere beim Kleefelder EV Hannover. Während der Saison 2000/01 wechselte sie zum  TV Kornwestheim, mit dem sie 2001 ihre erste  deutsche Meisterschaft gewann. Anschließend ging sie nach Nordamerika zu den Telus Lightning aus der National Women’s Hockey League, ehe sie 2002 nach Deutschland zurückkehrte. Weitere Stationen in den folgenden Jahren waren der WSV Braunlage, Grefrather EC, Hamburger SV sowie der OSC Berlin. Seit 2008 spielt Evers durchgängig beim ESC Planegg in der 1. Bundesliga und gewann mit diesem mehrere deutsche Meisterschaften und zweimal den EWHL Super Cup.
Parallel zu ihren Engagements in der Frauen-Bundesliga versuchte sich Evers immer wieder im Männereishockey, unter anderem beim EHC Salzgitter (Verbandsliga), den EC Hannover Pferdeturm Towers aus der Regionalliga und den Celler Oilers (Landesliga Nord). In der Saison 2016/17 spielt sie zusätzlich für den ERC Wunstorf Lions in der sechstklassigen Landesliga Nord der Herren.
Sie war bis 2019 mit 319 Länderspielen Rekordnationalspielerin der deutschen Nationalmannschaft und nahm mit dieser an den Olympischen Winterspielen 2002 in Salt Lake City, 2006 in Turin und 2014 in Sotschi teil.

## Erfolge und Auszeichnungen
| - 2001 Deutscher Meister mit dem TV Kornwestheim - 2003 DEB-Pokal-Gewinn mit dem WSV Braunlage - 2010 DEB-Pokal-Gewinn mit dem ESC Planegg - 2010 Meister der EWHL mit dem ESC Planegg - 2011 Deutscher Meister mit dem ESC Planegg - 2012 EWHL-Super-Cup-Gewinn mit dem ESC Planegg | - 2012 Deutscher Meister mit dem ESC Planegg - 2013 Deutscher Meister mit dem ESC Planegg - 2013 EWHL-Super-Cup-Gewinn mit dem ESC Planegg - 2014 Deutscher Meister mit dem ESC Planegg - 2015 Deutscher Meister mit dem ESC Planegg |

## Karrierestatistik

### International
(Legende zur Spielerstatistik: Sp oder GP = absolvierte Spiele; T oder G = erzielte Tore; V oder A = erzielte Assists; Pkt oder Pts = erzielte Scorerpunkte; SM oder PIM = erhaltene Strafminuten; +/− = Plus/Minus-Bilanz; PP = erzielte Überzahltore; SH = erzielte Unterzahltore; GW = erzielte Siegtore; 1 Play-downs/Relegation; Kursiv: Statistik nicht vollständig)